# Storia di Cadria
La storia di Cadria inizia in tempi antichissimi e le sue origini risalirebbero ad insediamenti di popolazioni celtiche.

## Le origini
Le popolazioni celtiche che avrebbero occupato il territorio di Cadria sarebbero Stoni o Galli cenomani. Nella parlata locale gli abitanti vengono chiamati “caderge” e il loro soprannome (scotöm) è quello di “patate”. Il primo documento in cui compare il nome del borgo risale a venerdì 7 marzo 1186 e consiste nella Bolla di papa Urbano III spedita dalla Diocesi di Verona all'arciprete Martino di Tremosine, nunzio ed amministratore di un certo Domenico, arciprete della chiesa S. Maria di Tignale, nella quale si confermavano gli antichi diritti di quella chiesa entro la sua giurisdizione che comprendeva anche la Val Vestino.
Tra le varie disposizioni era previsto che Cadria, unitamente al villaggio di Bollone, doveva contribuire al pagamento della “seconda decima” con un determinato quantitativo in denaro, prodotti agricoli e capi di bestiame. Una copia autenticata su pergamena di questo documento è tuttora premurosamente conservata presso l'Archivio Parrocchiale di Turano e, in assoluto, si può considerare il manoscritto più antico presente negli archivi della Valle.
A partire dal 1200 è accertato che la famiglia dei Conti Lodron esercitava indiscutibilmente presso le comunità Valvestinesi i suoi diritti derivanti dall'autorità giurisdizionale concessa dal principe vescovo di Trento, ma è dal 1300 che apprendiamo dal testo di un'investitura feudale dell'esistenza del feudo di Cadria. Il 14 marzo del 1346 in Castel Telvana a Borgo Valsugana, Margherita di Tirolo-Gorizia detta Maultasch e il marito Ludovico V di Baviera o Brandeburgo, investirono Raimondo Lodron con i feudi in Val Vestino di Bollone, Cadria e Droane. Tale investitura sarà riconfermata diciassette anni più tardi.
Il 13 settembre del 1363 a Trento nel Castello del Buonconsiglio, Albrigino, figlio del defunto Pietrozoto di Lodrone, erede per la metà, e Pietrozoto, figlio del defunto Parisino del suddetto Pietrozoto, erede per l'altra metà, dichiaravano di avere in feudo da Rodolfo IV d'Asburgo, come i loro progenitori, la Val Vestino e i villaggi di Bollone, Cadria e Droane. Una prima investitura del feudo di Cadria del conti Lodron alla comunità di Magasa risale al 2 marzo del 1513. Nel 1913 il glottologo Carlo Battisti riportò nella sua ricerca sul dialetto della Val Vestino che gli abitanti del luogo venivano soprannominati: "Patate" in quanto erano soliti mangiare questo tubero.

## Produttori di legname e carbone vegetale
Il suo territorio montagnoso ed accidentato fu nei secoli passati ampiamente sfruttato dai locali per l'allevamento del bestiame e il taglio del legname. Nella vallata del Droanello era fiorente la produzione della pece, venduta esclusivamente ai cantieri navali della Repubblica di Venezia, e la lavorazione del carbone vegetale, commerciato nella Riviera del Garda, nel Bresciano e nel Mantovano, ove era usato come unico e prezioso elemento per alimentare l'insaziabile voracità dei forni delle fucine della nascente industria metallurgica leggera ed anche per il riscaldamento delle abitazioni urbane. Una prima consistente compravendita di legname è documentata nel 1508.
Il 22 novembre, nel palazzo del Caffaro, il notaio Andrea De Zulinis di Vestone stipulava un contratto tra il Comune di Magasa e i conti condomini Sebastiano (+1527), signore di Castel san Giovanni di Bondone, e Ludovico conte Lodron, figli del defunto Paride Antonio detto “Parisotto” (1463-1505), per lo sfruttamento ventennale di legne cedue situate nelle contrade Selve e Crona Lunga.
Nel Settecento tra i maggiori acquirenti di legna e carbone figurava la nobile e ricca famiglia dei marchesi Archetti, proprietaria degli opifici per la lavorazione del ferro di Campione. Tra il 1746 e il 1761 si assicureranno, tramite il loro uomo di fiducia, il signor Angelo Bertella, vantaggiosi contratti con la comunità per lo sfruttamento del territorio boscoso situato a est di Cadria verso il confine con il comune di Tremosine sul Garda.
La famiglia bresciana degli Archetti “già proprietari di fucine in Val di Ledro, che a partire dal 1704 iniziarono ad acquisire alcuni degli impianti esistenti sul promontorio di Campione, acquisendo poi nel 1744 l'intera penisola. Nella seconda metà del Settecento vi erano qui quattro fucine di seconda fusione con circa cento operai che producevano chiodi e ‘ferrarezze’ di vario genere. Nel 1781 la ditta Archetti ottenne poi l'esenzione fiscale per i propri manufatti.
Nella Riviera risultano nel complesso operanti nel 1766 30 impianti da ‘ferrarezze’ e 42 da chioderie. Interi paesi della zona collinare e montana traevano soprattutto dalla metallurgia il proprio sostentamento. Con la fine della Repubblica di Venezia la ‘ferrarezza’ gardesana perse l'importante mercato di Venezia. La rovinosa piena del torrente Tignalga del 1807 portò poi alla distruzione di quasi tutti gli impianti di Campione.
Per vedere il rifiorire economico di questa penisola bisognò attendere il 1896, quando Giacomo Feltrinelli vi impiantò una fabbrica di cotone”. La vendita del legname rappresentò sempre per il risicato bilancio del Comune di Magasa un'ottima e sicura entrata, una sorta di manna provvidenziale, si potrebbe dire, al punto che nel luglio del 1874 con il parziale ricavato di questo commercio, i suoi rappresentanti civici furono autorizzati dal Capitano del Distretto Politico di Tione a far “fronte alla spesa nella costruzione dei locali della scuola nella frazione Cadria”.

## La nascita del confine tra il trentino e il bresciano. Il confine di Stato e i cippi austro-veneti
Il monte Vesta fu terra di confine da tempi immemori tra le comunità della Val Vestino e quella di Gargnano, infatti è accertato che le due terre  seguirono destini diversi già a partire dal  1027, quando Corrado II il Salico, imperatore del Sacro Romano Impero e Re d'Italia,  donò la contea di Trento, quindi anche la Val Vestino,  al vescovo Udalrico II e ai suoi successori e, nel 1035, fece lo stesso donando il territorio di Gargnano, al vescovo di Brescia, Ulderico I, e ai suoi successori. 
Da allora il vescovo di Trento rivestì anche il titolo di principe del Sacro Romano Impero ed ebbe nelle sue mani il potere spirituale e quello temporale. Poco anni dopo le terre di Val Vestino furono aggregate nuovamente al Trentino insieme alla valle di Ledro, Riva del Garda, Vallagarina, le Giudicarie, Tignale e Bagolino entrando nella sfera di influenza germanica.
È presumibile che da quel periodo il monte divenisse confine. Dal 1337 al 1426 segnò la frontiera con la signoria dei Visconti, dei Malatesta (dal 1404) e con il Ducato di Milano, successivamente lo fu con la Repubblica di Venezia, quando il 21 agosto del 1752 a seguito del trattato di Rovereto, stipulato tra l'impero d'Austria e la Serenissima, ne furono determinati nuovamente i confini di Stato con la collocazione nell'anno seguente, il 1753, di numero 34 cippi di pietra calcarea e numero 5 incisioni nella roccia sui soli confini della Val Vestino. Tra questi si cominciò con il n. 9 sul monte Cingolo Rosso, il n. 16 sul monte Stino, il numero 20 sul Dosso di Comione presso l'antica dogana, il n.25 fu posto sulla sommità del monte Vesta, il n. 29 sulla Cocca di Bollone, il n. 30 sul monte Pinel, il n.32 sulla strada da Bollone a Fassane, il n. 35 nella Valle di Cadria e l'ultimo il n.43 sul mote Puria. Questi, dopo la caduta di Venezia del 1797, la parentesi napoleonica e austriaca riguardante l'occupazione della Lombardia, continueranno a determinare il confine di Stato con il Regno d'Italia dal 1859 fino al 1918 e successivamente quello comunale  fino ai tempi odierni.

## Posta a guardia del confine
Data la sua posizione strategica Cadria costituì tra il 1426 e il 1796, periodo in cui la Val Vestino si trovò a confinare con i domini della Serenissima, l'estremo avamposto del principato vescovile di Trento posto a guardia della frontiera sudoccidentale rappresentata dai comuni di Tignale, Tremosine sul Garda e Gargnano.
Da questo luogo con delle pattuglie si poteva controllare agevolmente il vicinissimo confine, situato a neanche un chilometro di distanza in linea d'aria, e il relativo transito di uomini e merci sulle strade o sentieri che dal monte Puria, dalla Bocca di Paolone o da Lignago mettevano in comunicazione con il lago di Garda. Successivamente, fino al 1918, fu linea di demarcazione tra l'impero Austroungarico e il Regno d'Italia.
Per oltre tre secoli questi passi di frontiera suscitarono nei provveditori veneti, detti anche rettori, di Salò una morbosa attenzione e “uno stato d'animo di attesa del nemico, simile a quello dei protagonisti del romanzo ‘Il deserto dei Tartari' di Dino Buzzati” , infatti costoro, in tempo di pace erano costantemente assillati dalla predisposizione di misure utili al loro controllo e, in caso di guerra dovevano provvedere efficacemente alla loro custodia con uomini e con la costruzione di sistemi difensivi, fra i quali era prevista la distruzione di alcuni tratti di carreggiata per impedire il transito della cavalleria avversaria.
Ciascun provveditore nel periodo in cui ricopriva quest'importante carica amministrativa, forte della sua passata preparazione militare, poiché la maggioranza di loro giungeva a quest'incarico dopo aver prestato un lungo periodo di servizio nelle piazzeforti del Veneto o della Dalmazia, spesso impegnati nella lotta sanguinaria contro i Turchi, si recava personalmente nella vasta area di confine ed in incognito s'infiltrava anche più in là, all'interno del territorio trentino, ove raccoglieva importanti informazioni che poi puntualmente spediva, nel più assoluto segreto, al Doge ed al Senato Veneto. Dal 1428 al 1796 i provveditori della Riviera compilarono ben 44 “Relazioni”.
Alcune di queste, oltre a dettagliate descrizioni geografiche della Val Vestino, accennano pure alla sua situazione politica, sociale ed economica. Dalla relazione del provveditore Melchior Zane, datata 3 giugno 1621, cogliamo notizie interessanti sulla condizione della rete viaria che dal paese di Cadria si snodava attraverso la vallata del Droanello fino a raggiungere il confine di Stato scriveva: “Il secondo passo che entra in Comune di Gargnano è quello di Cocca di Pavolon con due strade. Una viene da Cadria, luogo della Valvestino, passando per la montagna di Risech del Comune di Tignale con cavalli e pedoni e l'altra che da Camiolo – luogo di detta Valle - sale sul monte del Pinedo del Comune di Gargnano e va nel fiume Droane, venendo a dirittura della Cocca di Pavolone […] Il terzo passo è quello del monte Notton, nel Comune di Tignale, ove da Cadria, terra della Valvestino situata sopra un monte asperrimo discende un sentiero da pedoni solamente che va nella valletta di Bergn […] Dei molti passi che vengono dal Valvestino nella Riviera, le incursioni non possono essere evitate con il semplice taglio delle strade: sarebbe necessaria, per ciascun passo, molta gente per la difesa il che risulterebbe dispendioso e poco facile a causa delle numerose difese da istituire”.
Proseguendo nell'informativa lo Zane prospettava al Doge di Venezia, nel caso si fossero verificati movimenti sospetti delle raccogliticce milizie popolari dei bellicosi Conti Lodron, un'azione militare preventiva che avrebbe portato alla rapida conquista della Valle e dei suoi due passi più famosi, il Cingolo Rosso e la Bocca di Valle, eliminando in tal modo sul nascere qualsiasi tipo di minaccia verso il territorio Veneto. Per una volta tanto la fortuna fu benigna con i Valvestinesi e l'ipotetico piano militare non fu mai realizzato.
La Valle sarà sì occupata, ma dagli alleati soldati imperiali e solamente un secolo dopo, nel periodo 1733-1736 nel corso della Guerra di successione polacca!
Nel febbraio del 1799, a seguito dell'invasione napoleonica dell'Italia, il Magistrato Consolare di Trento incaricò il capitano Giuseppe de Betta di portarsi con una compagnia di 120 bersaglieri tirolesi a Magasa e Cadria a presidio dei confini meridionale del Principato vescovile di Trento minacciati dai francesi. Nell'autunno del 1800, con la terza invasione francese guidata dal generale Macdonald lungo le valli e sui monti tra il lago di Garda e la valle del Chiese, il capitano Bernardino Dal Ponte, al comando di soli trenta schützen, riuscì a fermare un forte reparto francese di duecentocinquanta soldati costringendolo alla fuga.
Altro passaggio di truppe avvenne nel giugno del 1859 nel corso della seconda guerra di indipendenza, quando un battaglione e due sezioni di artiglieria austriaci appartenenti al 62º Reggimento fanteria "Erzherzog Heinrich", comandato dal colonnello Hector von Holzhausen, calarono dalla Val di Ledro e transitando per Sermerio di Tremosine, la valle del San Michele, e il villaggio di Cadria si portarono a Magasa. Il movimento degli austriaci fu prontamente rilevato dall'Armata Sarda da "persone degne di fede, gli austriaci nelle vicinanze di Magasa si sono avanzati a prendere, per quanto sembra si dice operata una requisizione di armi in Val Vestino, e le comuni furono costrette a dar gente per la costruzione di strade" inoltre "il generale Broglia stabilito a Vestone doveva tenere d'occhio la Valle di Treviso Bresciano, avendosi notizia che il nemico ingrossava a Magasa, Moerna e specialmente a Hano, con minaccia a Maderno, Vobarno, e Vestone.
Nel luglio del 1866, durante la terza guerra d'Indipendenza, il villaggio di Cadria fu attraversato dai volontari garibaldini al comando dei maggiori Cesare Bernieri, Amos Ocari e Numa Palazzini del 2º Reggimento Volontari Italiani del colonnello Pietro Spinazzi che, provenienti dall'avamposto di Costa di Gargnano e diretti all'accampamento di Cima Rest, si apprestavano a penetrare nelle munite difese austriache della valle di Ledro per contribuire all'assedio del Forte d'Ampola.
Il 24 maggio 1915 a seguito dello scoppio della prima guerra mondiale Cadria fu occupata dalle truppe italiane del 7º Reggimento bersaglieri.

## Il contrabbando del 1800

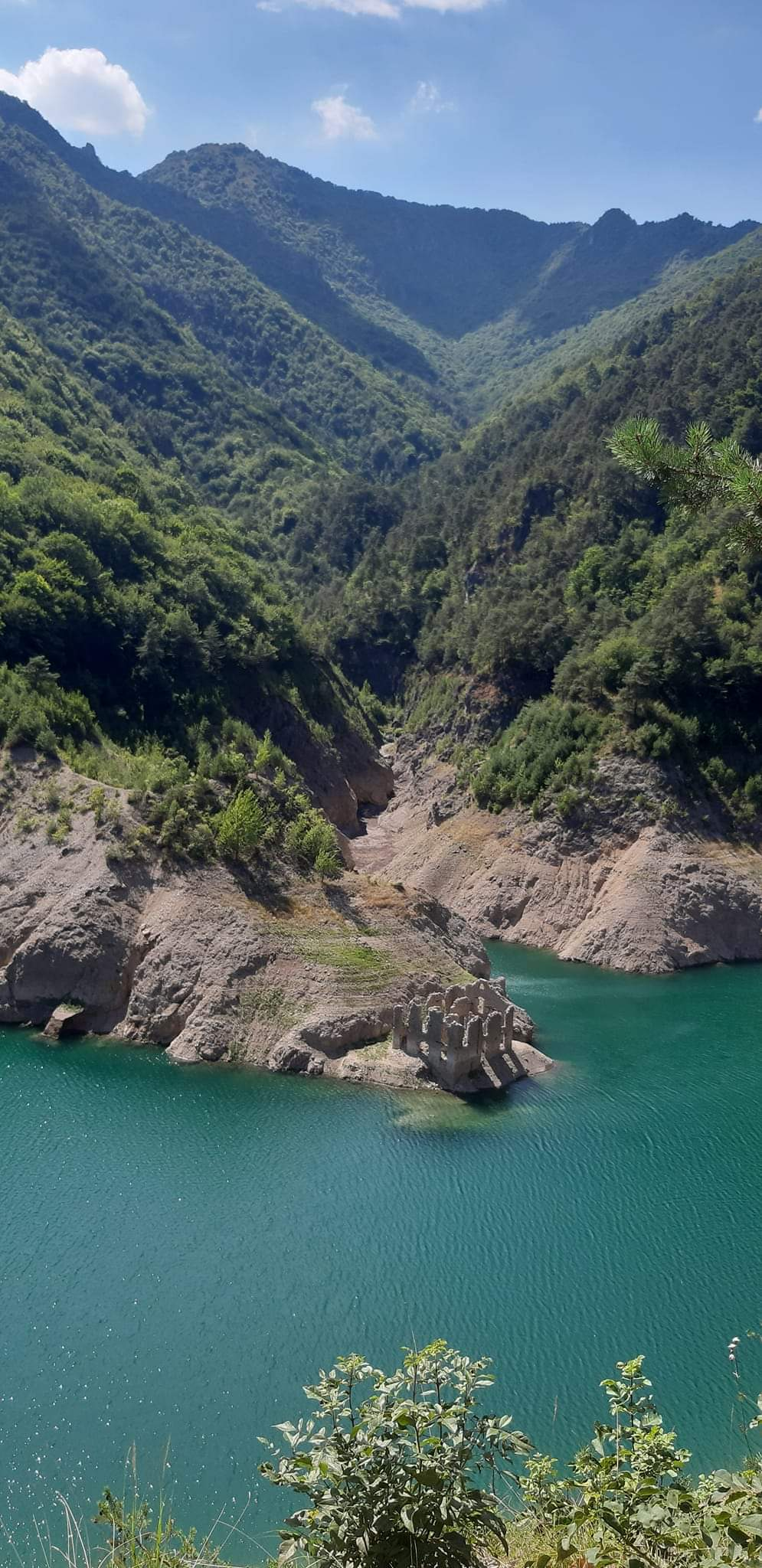
L'ex regia dogana italiana di Gargnano o Casello della Regia Guardia di Finanza in località Patoàla, oltre la Valle di Fassane

Il contrabbando delle merci per evitare i dazi di importazione fu un problema secolare per quegli stati confinanti con la Val Vestino. Già nel 1615 il provveditore veneto di Salò, Marco Barbarigo, riferiva che "non si ha potuto usare tanta diligenza che non se sia passato sempre qualcuno per quei sentieri scavezzando i monti per la Val di Vestino et con proprij barchetti traghettando il lago d'Idro et anco per terra, entrando nella Val di Sabbio nel bresciano andarsene al suo viaggio". In tal modo allertava il Consiglio dei Dieci sulla permeabilità dei confini di stato nelle zone montane con la stessa Repubblica di Venezia che poteva ovviamente diventare particolarmente pericolosa nel casi di passaggi di banditi, contrabbandieri o per persone che violavano le misure sanitarie eccezionali, la nota "quarantena", che veniva applicata ai viaggiatori provenienti da luoghi dove erano scoppiate.
Verso il 1882 il Regno d'Italia completò la cinturazione dei confini di Stato della Val Vestino con la costruzione dei tre citati Caselli di Dogana presidiati dai militi della Regia Guardia di Finanza. Le cronache narrano che presso il Casello di Dogana di Gargnano, della Patoàla, il professor Bartolomeo Venturini era solito nascondere il tabacco nel cappello per sfuggire ai controlli e alla tassazione.
Nel 1886 una relazione dell'amministrazione delle gabelle del Regio ministero delle Finanze affermava che il contrabbando era favorito dall'aggravamento delle tasse di produzione del Regno, dei dazi di confine e del prezzo dei tabacchi. La frontiera dell'Austria-Ungheria, presidiata da pochi agenti era particolarmente estesa e costoro non erano in grado di contenere "la fiumana di contrabbando irrompente con sfrontata audacia su tutti i punti di questa estesissima linea". Così furono istituite nuove Brigate di Finanza tra cui a Idro e Gargnano considerati "punti esposti".
Bollone come Moerna, ma in generale tutti gli abitati di Valle e dell'Alto Garda Trentino e Bresciano, terre prossime alla linea di confine, diventarono così un crocevia strategico per il contrabbando di merci tra il territorio della Riviera di Salò e il Trentino attraverso la zona montuosa del monte Vesta, del monte Stino e dei monti della Puria. Lo storico toscolanese Claudio Fossati (1838-1895) scriveva nel 1894 che il contrabbando dei valvestinesi era l'unico stimolo a violare le leggi in quanto era fomentato dalle ingiuste tariffe doganali, dai facili guadagni e dalla povertà degli abitanti.
Nel 1894 è documentato il contrasto al fenomeno: l'Intendenza di Brescia comunicava che il brigadiere Rambelli Giovanni in servizio al Casello di Gargnano ottenne il sequestro di chilogrammi 93 di zucchero e chilogrammi 1.500 di tabacco di contrabbando e fu premiato con lire 25. La guardia Bacchilega Luigi in servizio alla sezione di Dogana di Bocca di Paolone ottenne il sequestro di chilogrammi 47 di zucchero con l'arresto di un contrabbandiere e l'identificazione di un'altra persona, fu premiato con lire 15. Lo stesso Bacchilega Luigi e la guardia Carta Giuseppe ottennero il sequestro di chilogrammi 70 di zucchero con l'arresto di un contrabbandiere e furono premiati con lire 30 per la prima operazione e con lire 20 per la seconda. Nello stesso anno il comandante della Regia Guardia di Finanza del Circolo di Salò ispezionò la sede di Gargnano, il Casello di Gargnano e la sezione di Hano.
Donato Fossati (1870-1949), il nipote, raccolse la testimonianza di Giacomo Zucchetti detto "Astrologo" di Gaino, un ex milite sessantenne della Regia Guardia di Finanza, pure soprannominato per la sua appartenenza al Corpo, "Spadì", in servizio nella zona di confine tra il finire dell'Ottocento e l'inizio del Novecento, il quale affermava che "i contrabbandieri due volte la settimana in poche ore, sorpassata la montagna di Vesta allora linea di confine coll'Austria e calati a Bollone, ritornavano carichi di tabacco, di zucchero e specialmente di alcool, che rivendevano ai produttori d'acqua di cedro specialmente" della Riviera di Salò.. Al contrario per importare merci di contrabbando dal basso lago di Garda, i contrabbandieri di Val Vestino si avvalevano dell'approdo isolato della "Casa degli Spiriti" a Toscolano Maderno. Qui sbarcate le merci e caricatele a basto di mulo, salivano per il ripido sentiero di Cecina inoltrandosi furtivamente oltre la linea doganale eludendo così la vigilanza della Regia Guardia di Finanza. Noto è pure il caso a fine secolo, del brigadiere del Casello di Gargnano che recandosi, senza armi e in abiti civili, a Bollone per compiere le indagini sul traffico illecito di confine, creò un caso diplomatico tra i due Paesi.
Nel 1903 una forte scossa di terremoto fu avvertita al Casello di Gargnano passata la mezzanotte del 30 al 31 maggio producendo dei danni lievi alla struttura senza pregiudicarne l'operatività mentre riferirono i militari che passò inosservata la scossa principale delle 8 e trenta del 29 maggio.

## La pratica dell'arte venatoria
Delle prime notizie sulla pratica della caccia in Valle, le apprendiamo da uno scritto del lontano 1840 del geografo Attilio Zuccagni-Orlandini, che scriveva riguardo l'economia locale: "Come gli abitanti di Val di Ledro, quelli di Val Vestina, traggono profitto dalla caccia degli uccelli, moltissimi prendendone per poi mandarli a vender fino a Brescia, così questi di Val Vestina trovano nella caccia e lucro e passatempo".
La montagna di Camiolo fu sempre tra i luoghi di caccia preferiti dei conti Bettoni, famiglia nobile originaria di Gargnano. Difatti il conte Ludovico Bettoni Cazzago, nativo di Brescia e vissuto nel corso dell'Ottocento, politico e senatore del Regno, è riportato dalle cronache di famiglia che preferiva la caccia vagante a beccacce, lepri, galli cedroni in Val Vestino o sulle montagne di Tremosine, ove si recava con grandi mute di cani, in compagnia dei suoi contadini e di molti amici, fra cui, Agostino Conter.
Più tardi, nel 1896, scriveva da Rasone di Gargnano su una rivista della caccia, una cacciatore a riguardo della pochezza di numeri della selvaggina e dei mezzi illegali praticati per cacciarla comprese anche nelle montagne della Val Vestino. La firma dell'articolo è anonima, ma visto che il luogo era la residenza di montagna dei conti Bettoni, forse l'articolista apparteneva a quella nobile famiglia e si può supporre che fosse lo stesso conte Ludovico Bettoni: 
"Rasone di Gargnano, 11 ottobre.
Oggi abbiamo un tempo indiavolato, acqua, vento e nebbia ei tengono odiosa compagnia. Di fringuelli e di altri uccelli in genere se ne è fatto una ecatombe nei giorni scorsi, ma di beccacce qui non abbiamo avuto il bene di vedere una fino ad ora.
Il dispiacere viene lenito però da qualche pernice, coturna e lepre, ma in massima caccia magra. Non vi tenni parola della mia gita in Valle di Vestino, perché ebbi una quasi disillusione, quantonque sia stato più fortunato di tanti altri. Dalle risultanze debbo conchiudere che se non viene provveduto per tempo, la selvaggina stazionaria andrà presto a scomparire causa molteplici mezzi illegali che vengono impiegati per l'aucupio della medesima. Dalle relazioni che leggo posso con sicurezza ritenere che anche i cacciatori della pianura 
ottengono tisici risultati dalle loro cinegetiche escursioni, per cui si può ripetere che: "Se Messena piange, Sparta non ride". Miss". Aggiungeva il nostro al riguardo del fenomeno del bracconaggio: "La caccia in montagna praticata nei territori di Tignale, Tremosine, Cadria, Val Vestino, Bagolino, nella Valsesia ed in parte dell'alta Val Camonica, fatta eccezione alla regina del bosco, ha lasciato grati ricordi, pel fatto che di pernici, coturnici, pernici bianche, galli di monte e lepri se ne son fatte soddisfacenti prese, ad onta del crescente bracconaggio, che per non vedersi represso, va ogni giorno aumentando in audacia".
Nel 1940, il prefetto di Trento ritenuta l'opportunità di disporre fino nuovo ordine il divieto assoluto di caccia e di uccellagione nel territorio della provincia di Brescia costituente la riserva di caccia di Valvestino, "la cui concessione è stata disposta con decreto del Prefetto di Trento in data 19 agosto 1931-IX, numero 23881/TII B, decretò ai sensi dell'articolo 23 del ricordato testo unico viene disposta, fino a nuovo ordine, il divieto assoluto di caccia e di uccellagione nella riserva di caccia di Valvestino, la concessione è stata disposta con decreto del Prefetto di Trento in data 19 a posta 11-1X, n. 3881/111 B. Il Comitato provinciale della caccia di Brescia è incaricato
della esecuzione del presente decreto. Il presente decreto sarà pubblicato nella Gazzetta Ufficiale del Regno.
Roma, ddl 22 dicembre 1940-XIX. Il ministro Tassinari".

## I primi giorni della Grande Guerra. L'avanzata dei bersaglieri italiani
Cima Gusaur e Cima Manga in Val Vestino facevano parte fin dall'inizio della Grande Guerra dell'Impero austro-ungarico e furono conquistate dai bersaglieri italiani del 7º Reggimento nel primo giorno del conflitto, il 24 maggio 1915, sotto la pioggia. In vista dell’entrata in guerra del Regno di Italia contro l’Impero austro-ungarico, il Reggimento fu mobilitato sull’Alto Garda occidentale, inquadrato nella 6ª Divisione di fanteria del III Corpo d’Armata ed era composto dai Battaglioni 8°, 10° e 11° bis con l'ordine di raggiungere in territorio ostile la prima linea Cima Gusaner (Cima Gusaur)-Cadria e poi quella Bocca di Cablone-Cima Tombea-Monte Caplone a nord.
Il 20 maggio i tre Battaglioni del Reggimento raggiunsero Liano e Costa di Gargnano, Gardola a Tignale e Passo Puria a Tremosine in attesa dell’ordine di avanzata verso la Val Vestino. Il 24 maggio i bersaglieri avanzarono da Droane verso Bocca alla Croce sul monte Camiolo, Cima Gusaur e l'abitato di Cadria, disponendosi sulla linea che da monte Puria va a Dosso da Crus passando per Monte Caplone, Bocca alla Croce e Cima Gusaur.
Lo stesso 24 maggio, da Cadria, il comandante, il colonnello Gianni Metello, segnalò al Comando del Sottosettore delle Giudicarie che non si trovavano traccia, né si sapeva, di lavori realizzati in Valle dal nemico, le cui truppe si erano ritirate su posizioni tattiche al di là di Val di Ledro. Evidenziava che nella zona, priva di risorse, con soltanto vecchi, donne e fanciulli, si soffriva la fame. Il giorno seguente raggiunsero il monte Caplone ed il monte Tombea senza incontrare resistenza.
Lorenzo Gigli, giornalista, inviato speciale al seguito dell'avanzata del regio esercito italiano scrisse: "L'avanzata si è svolta assai pacificamente sulla strada delle Giudicarie; e uguale esito ebbe l'occupazione della zona tra il Garda e il lago d'Idro (valle di Vestino) dove furono conquistati senza combattere i paesi di Moerna, Magasa, Turano e Bolone. Le popolazioni hanno accolto assai festosamente i liberatori; i vecchi, le donne e i bambini (chè uomini validi non se ne trova no più) sono usciti incontro con grande gioia: I soldati italiani!
Gli austriaci, prima di andarsene, li avevano descritti come orde desiderose di vendetta. Ed ecco, invece, se ne venivano senza sparare un colpo di fucile...A Magasa un piccolo Comune della valle di Vestino i nostri entrarono senza resistenza. Trovarono però tutte le case chiuse. L'unica persona del paese che si potè vedere fu una vecchia. Le chiesero: "Sei contenta che siano venuti gli italiani?". La vecchia esitò e poi rispose con voce velata dalla paura: "E se quelli tornassero?". «Quelli», naturalmente, sono gli austriaci. Non torneranno più. Ma hanno lasciato in questi disgraziati superstiti un tale ricordo, che non osano ancora credere possibile la liberazione e si trattengono dall'esprimere apertamente la loro gioia pel timore di possibili rappresaglie. L'opera del clero trentino ha contribuito a creare e ad accrescere questo smisurato timore. Salvo rare eccezioni (nobilissima quella del principe vescovo di Trento, imprigionato dagli austriaci), i preti trentini sono i più saldi propagandisti dell'Austria. Un ufficiale mi diceva: "Appena entriamo in un paese conquistato, la prima persona che catturiamo è il prete. Ne vennero finora presi molti. È una specie di misura preventiva...".
Il 27 maggio occuparono più a nord Cima spessa e Dosso dell’Orso, da dove potevano controllare la Val d’Ampola, e il 2 giugno Costone Santa Croce, Casetta Zecchini sul monte Calva, monte Tremalzo e Bocchetta di Val Marza. Il 15 giugno si disposero tra Santa Croce, Casetta Zecchini, Corno Marogna e Passo Gattum; il 1º luglio tra Malga Tremalzo, Corno Marogna, Bocchetta di Val Marza, Corno spesso, Malga Alta Val Schinchea e Costone Santa Croce. Il 22 ottobre il 10º Battaglione entrò in Bezzecca, Pieve di Ledro e Locca, mentre l’11° bis si dispose sul monte Tremalzo. Nel 1916 furono gli ultimi giorni di presenza dei bersaglieri sul fronte della Val di Ledro: tra il 7 e il 9 novembre i battaglioni arretrarono a Storo e di là a Vobarno per proseguire poi in treno verso Cervignano del Friuli e le nuove destinazioni.

## Il problema della strada
Fin dall'Ottocento sono documentate le prime vane richieste di finanziamenti delle amministrazioni comunali alle autorità austriache per la realizzazione di un adeguato collegamento stradale con i vicini centri amministrativi-economici del Bresciano e del Trentino. Soltanto con lo scoppio del primo conflitto mondiale gli spostamenti cominciarono lentamente a migliorare.
Infatti nel 1915 l'esercito italiano consolidando l'occupazione del territorio austriaco appena conquistato, costruì alle spalle del fronte trentino una solida linea fortificata di riserva composta da trincee, fortini per l'artiglieria, punti protetti di osservazione, alloggiamenti in caverna e ospedali per la truppa, tutto questo unito da chilometri di strade militari. Queste, iniziando da Capovalle salendo sul monte Stino e passando sulle creste delle montagne che cingono come un anfiteatro il nord della Valle, correvano fino alla Valle di Ledro e a Limone sul Garda, escludendo nel corso del loro cammino i villaggi Valvestinesi, ad eccezione di Moerna e Persone, da ogni immediata possibilità di comunicazione, sia fra di essi, che con il Lago, la Valle Sabbia o il Trentino.
A novembre del 1918, terminata la guerra, il Genio militare della VII Armata, con l'aiuto di lavoratori civili locali, aveva peraltro iniziato la costruzione della nuova strada camionabile che da Toscolano, attraverso la valle percorsa dall'omonimo torrente, doveva congiungersi con Capovalle e Turano, ma il cantiere fu abbandonato prima del completamento dell'opera.
Quando la Valvestino divenne nel 1920 territorio italiano a tutti gli effetti, si crearono le condizioni per superare in maniera definitiva il problema dell'isolamento: nel 1931-1932 fu infatti costruita, per l'intervento alquanto “interessato” dell'ing. Giacomo Feltrinelli, imprenditore di Gargnano con interessi nella lavorazione del legno, la strada che avrebbe collegato la Valle alla costiera gardesana e solo nel 1950 quella con il lago d'Idro.
I lavori iniziarono nel 1951 con la realizzazione dopo due anni dei tre chilometri del tratto Magasa-Cima Rest, poi, per mancanza di fondi, il cantiere si fermò. Ripresero nel 1958 su progetto del geometra Stefano Zanetti di Bagolino e affidati all'impresa Gregorio Debalini di Idro. A fasi alterne terminarono dieci anni più tardi, nel marzo del 1968. L'opera costò la cifra ingente di 125.000 milioni di lire e fu interamente a carico dello Stato.
Nel 1977 si provvide all'allacciamento della linea telefonica e nel luglio del 1985 la Cooperativa di solidarietà Nigritella don Orione di Magasa, sorta per volontà del parroco don Franco Bresciani di Lumezzane e una quindicina di soci del posto con l'intento del recupero sociale di ex tossicodipendenti e di giovani disadattati, organizzò qui alcune delle sue attività agricole basate sull'orticoltura e l'allevamento di pecore finlandesi, attratta dalla possibilità dello sfruttamento di alcuni fondi incolti di proprietà della Chiesa e dallo stesso ambiente isolato, fattore importante per il processo educativo degli ospiti della comunità.

## Il problema dell'approvvigionamento idrico
La prima fontana pubblica fu costruita nel 1883 da Giuseppe Poinelli di Tignale per 34 fiorini austriaci, il che non risolse il problema dell'approvvigionamento idrico poiché nel 1898 alcuni Cadriesi, superando le difficoltà degli amministratori comunali, si lamentarono dell'insana situazione perfino presso la Giunta Provinciale di Innsbruck. L'acquedotto fu costruito solo nel primo decennio del Novecento.

## "Così scrissero..."
"Il Giornale di Brescia" in un articolo del 13 settembre 1951: 
Aurelio Garobbio nella rivista "Alpi e Prealpi" in una recensione del 1969:
Queste ultime affermazioni del giornalista Aurelio Garobbio sono fantasiose, prive di un fondamento storico reale, e rischiano di gettare un'ombra di arretratezza eccessiva e offensiva per genti che dovevano lottare per vivere dignitosamente in condizioni non favorevoli. La tradizione dei morti sul solaio non è accreditata dagli anziani del paese o dai ricercatori locali che anzi ricordano le dure condizioni in cui i Cadriesi trasportavano anche in inverno con la neve alta i defunti a Magasa e, in tempi più remoti, quando ancora a Magasa il cimitero non esisteva, presso quello della Pieve di san Giovanni Battista di Turano, percorrendo la 'via dei morti', l'antico sentiero, che da Cima Rest attraverso il Monte Camiolo, scendeva appunto nel capoluogo della Val Vestino.

## Marzo 1945, l'ultimo duello aereo nei cieli del lago di Garda, la caduta dell'asso
Mancava solo un mese alla fine del secondo conflitto mondiale e il primo combattimento sul caccia di importazione tedesca Messerschmitt Bf 109 G.10 della Repubblica Sociale Italiana ebbe luogo nella tarda mattina di mercoledì 14 marzo 1945.  Il maggiore Adriano Visconti, asso dell'aviazione italiana accreditato nel dopoguerra di 10 vittorie aeree accertate in 600 missioni operative, comandante del 1º Gruppo caccia "Asso di bastoni", alle ore 11,  su allarme del Comando Tattico di Verona, decollò con altri 16 Messerschmitt  dall'aeroporto Campo della Promessa di Lonate Pozzolo, in direzione del Lago d'Idro. Qui alle ore 11.15, intercettò a 6.000 metri di quota, sulla verticale del lago di Garda, nella zona compresa tra Cadria, Cima Mughera e monte Puria, una formazione di B-25 Mitchell del 321th Bomber Group, che rientrava a Pisa dopo il bombardamento del ponte ferroviario di Vipiteno. Gli otto P-47 Thunderbolt di scorta del 350th Fighter Group attaccarono a loro volta i Messerschmitt italiani. Nel corso del breve combattimento alle 11.30 a San Vigilio di Concesio un Messerschmitt Bf 109 G.10, colpito al motore, tentò un atterraggio di fortuna su un prato e quando tutto sembrò andare per il meglio, tanto che il pilota aprì il tettuccio, negli ultimi metri l’aereo urtò contro un muretto, le lamiere del Bf 109 spezzarono il volto uccidendo il sergente maggiore Giuseppe Chiussi. Un altro Messerschmitt pilotato dal sergente Domenico Balduzzo cadde nel cielo del lago d'Idro schiantandosi in località Naveze a Pieve d'Idro,  il paracadute non funzionò ed il pilota Balduzzo trovò istantanea morte fra le rocce. La carcassa dell'aereo fu in parte «cannibalizzata» nei giorni seguenti dalla popolazione locale e poi recuperata in parte dall'autorità militare. Adriano Visconti attaccò frontalmente il Thunderbolt del 1/Lt. Charles Clarke Eddy, rivendicandone l'abbattimento, ma lo stesso comandante del 1º Gruppo fu colpito e ferito al volto dalle schegge del proprio parabrezza e costretto a lanciarsi con il paracadute che atterrando si impigliò su dei rami di un pino sito nei pressi del piccolo cimitero di Costa di Gargnano. Recuperato da una pattuglia motorizzata tedesca fu portato all'ospedale militare di Gardone Riviera per ricevere le prime cure mediche. Il bilancio della giornata fu drammaticamente negativo: tre piloti italiani morti e uno ferito, tre aerei abbattuti e sei danneggiati, a fronte di un solo P-47 dell'United States Air Force danneggiato. Lo stesso Benito Mussolini accompagnato da ufficiali tedeschi, dal terrazzo di Villa Feltrinelli a Gargnano, assistette al frastuono causato in cielo dagli aerei, dai colpi di cannone e mitragliatrici e dal rombo dei motori; il duello in quota era visibile sulla sponda occidentale del lago in quanto avveniva a circa 2.000 metri di quota. Il 15 marzo l'ANR attribuì a Visconti la vittoria e la segreteria inoltrò la pratica per richiedere il "Premio del Duce", le 5.000 lire che spettavano all'abbattitore di un monomotore. In realtà il P-47 Thunderbolt dell'americano Eddy rientrò alla base di Pisa con il velivolo danneggiato ed era di nuovo operativo il 2 aprile successivo in un'altra missione. Il Messerschmitt Bf 109 di Visconti "cadde oltre la Costa" a sei chilometri di distanza sulle montagne della Valle del Droanello, tra il territorio di Valvestino e quello del comune di Tignale, in provincia di Brescia dando origine ad un incendio boschivo. Testimoni affermarono che parte dell'aereo si schiantò, probabilmente nelle zone interne della Val Vestino a Magasa dove precipitò un serbatoio supplementare, non identificato, in località Rì o Capovalle così come il frammento di un'elica americana Aeroprop e il serbatoio supplementare di un P-47 Thunderbolt oggi conservati nel Museo dei reperti bellici di Capovalle mentre i resti più consistenti dell’aereo rinvenuto sui monti di Tignale furono smontati nei mesi successivi e ciò che poteva essere recuperato fu trattenuto da coloro che avevano assistito all’accaduto. Una piccola parte di metallo del velivolo riconducibili a un serbatoio, a quelli di un trasmettitore radio, grosse porzioni di alluminio avio con scritte che non lasciano adito a dubbi, saranno ritrovati sulle montagne di Tignale a Cima Carbonere e identificati nel 2019 dagli esperti dell’associazione Air Crash Po e Romagna Air finders.